# اندیس سنگ تزئینی (گرانیت) تازه ران
سنگ تزئینی(گرانیت) تازه ران یک اندیس مصالح ساختمانی است که در  استان لرستان قرار دارد و مادهٔ معدنی موجود در آن، سنگ تزئینی است.سنگ میزبان این اندیس گرانیت است و دیرینگی آن به دوران پالئوسن می‌رسد. 